# Sarindoides violaceus
Genre
Espèce
Sarindoides violaceus, unique représentant du genre Sarindoides, est une espèce d'araignées aranéomorphes de la famille des Salticidae.

## Distribution
Cette espèce est endémique du Brésil.

## Description
La femelle holotype mesure 2 mm.

## Publication originale
- Mello-Leitão, 1922 : Quelques araignées nouvelles ou peu connues du Brésil. Annales de la Société Entomologique de France, vol. 91, p. 209-228 (texte intégral).